# オホーツク干貝柱塩ラーメン

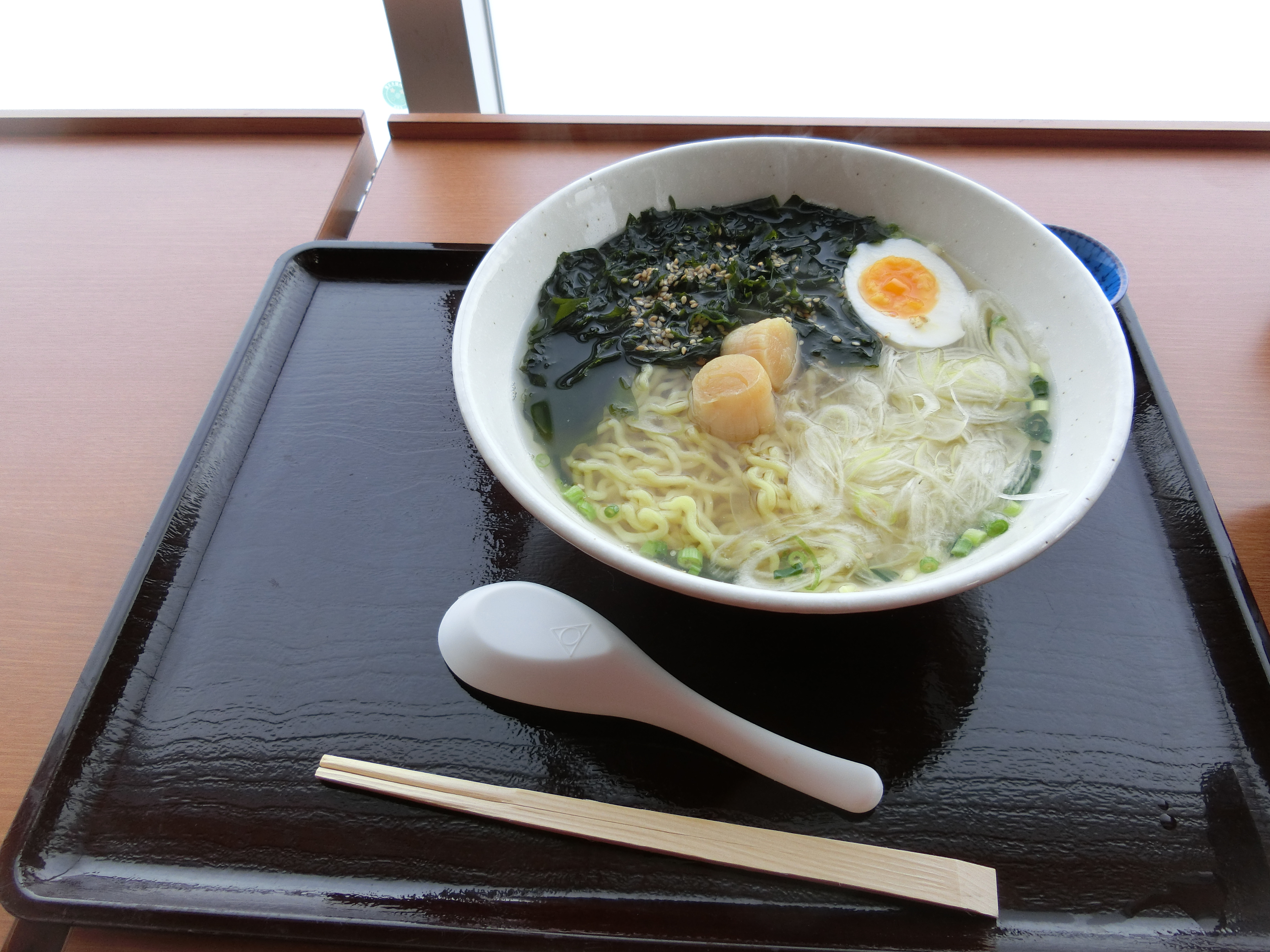
道の駅流氷街道網走で提供されているオホーツク干貝柱塩ラーメン

オホーツク干貝柱塩ラーメン（オホーツクほしかいばしらしおラーメン）とは、北海道の稚内から網走までのオホーツク海沿岸地域で提供されているご当地ラーメンである。

## 概要
「オホーツク産のホタテ干貝柱の美味しさをたくさんの方々に知ってもらう」というコンセプトに基づき、じゃらんと共同開発されたラーメンである。
- 正式名称は「オホーツク干貝柱塩ラーメン」とする
- 蒸し戻したオホーツク産のホタテ干貝柱をまるごとトッピング
- 麺にはオホーツク産小麦を使用
- スープはオホーツク海の自然塩や天然ホタテエキス入りの塩味
- ホタテ干貝柱以外の具は半熟卵半個、ネギ、ワカメ、いりごま等
- 薬味に特製「オホーツク醤（ジャン）」を別皿で添える
- 価格は税込み1000円未満

という7か条のルールが定められている。